# Resolutie 2118 Veiligheidsraad Verenigde Naties
Resolutie 2118 van de Veiligheidsraad van de Verenigde Naties werd door de VN-Veiligheidsraad unaniem aangenomen op 27 september 2013. De resolutie veroordeelde het gebruik van chemische wapens in Syrië, verbood dat land om nog dergelijke wapens te bezitten, stond achter het plan deze te vernietigen en vroeg om een internationale conferentie over de situatie in het land.
Syrië bezat naar schatting duizend ton chemische wapens. Die moesten tegen 1 juli 2014 allemaal vernietigd zijn, terwijl de productiefaciliteiten tegen 1 november 2013 ontmanteld moesten zijn. Op gevolgen voor het eventueel niet nakomen hiervan werd niet verder ingegaan.

## Achtergrond
In 2011 braken er, in navolging van andere Arabische landen, ook in Syrië protesten uit tegen het zittende regime. Dat regime van president Bashar al-Assad probeerde de protesten met harde hand neer te slaan, waarbij duizenden doden vielen. Eind 2011 stelde de Arabische Liga een vredesplan voor en stuurde waarnemers, maar dat plan mislukte. Van VN-kant werden verscheidene resoluties van de Veiligheidsraad geblokkeerd door Rusland en China. In februari 2012 werd voormalig VN-secretaris-generaal Kofi Annan aangesteld als bemiddelaar. Zijn plan hield een staakt-het-vuren in dat op 10 april 2012 moest ingaan, en waarop VN-waarnemers zouden toezien. Twee weken later werd hiertoe de UNSMIS-missie met 300 ongewapende militaire waarnemers opgericht. Op 21 augustus 2013 werden in een buitenwijk van Damascus chemische wapens gebruikt tegen de bevolking. Dat veroorzaakte wereldwijd verontwaardiging en onder meer de VS dreigden met een militair ingrijpen. Later werd met het Syrische regime overeengekomen dat de internationale gemeenschap de chemische wapens van Syrië mocht komen ophalen en vernietigen.

## Inhoud

### Waarnemingen
In 1968 was Syrië toegetreden tot het Protocol voor het Verbod op het gebruik in Oorlogstijd van Verstikkende, Giftige of Andere Gassen en/of Bacteriologische Oorlogstactiekenvan 1925. In 1993 was er een nieuw protocol in verband met het gebruik van chemische wapens, het bezit ervan en het verbod op ontwikkeling. In tegenstelling tot het eerdere protocol, aanvaardden de Syriërs dit verdrag niet met  het argument dat zij helemaal geen ontwikkeling hadden van chemische wapens en het verdrag dus niet toepasselijk zou zijn voor hen. De secretaris-generaal had een missie naar Syrië gestuurd om het gebruik van chemische wapens aldaar te onderzoeken. Op 13 september 2013 werd het VN-rapport van het feitenonderzoek over de gebeurtenissen van begin september 2013 in Damascus gepubliceerd. Hieruit bleek dat er wel degelijk gebruik was gemaakt van chemische wapens (een verantwoordelijke werd evenwel niet aangeduid). Het gebruik van chemische wapens is een ernstige schending van het internationaal recht en mocht niet ongestraft blijven.
Op 14 september 2013 was Syrië ook toegetreden tot de Conventie inzake het Verbod op de Ontwikkeling, Productie, Opslag en het Gebruik van Chemische Wapens en hun Vernietiging.
De VS en Rusland waren – op voorstel van Rusland–  op diezelfde datum overeengekomen Syriës chemische wapenarsenaal onder internationale controle te brengen en vernietigen. De Organisatie voor het Verbod op Chemische Wapens (OVCW) had op 27 september speciale procedures vastgelegd om dit te volbrengen.

### Handelingen
Het gebruik van chemische wapens waar dan ook is een bedreiging van de internationale vrede en veiligheid (waarvoor de Veiligheidsraad verantwoordelijk is). Het gebruik ervan in Syrië werd sterk veroordeeld. Syrië mocht geen chemische wapens (meer) verwerven en moest zich ook houden aan de procedures van de OVCW.
De Veiligheidsraad stond voorts achter het communiqué van Genève (bijlage 2) en vroeg dat zo snel mogelijk een internationale conferentie zou worden gehouden om het uit te voeren. De Syrische partijen werden opgeroepen zich hiertoe serieus en constructief te engageren.

### Bijlagen

#### Bijlage I
Bijlage 1 waren de procedures die door de OVCW waren bepaald om Syriës chemische wapens te vernietigen.

#### Bijlage II
Bijlage 2 van de Actiegroep voor Syrië omvatte een aantal stappen om het conflict in Syrië op te lossen, waaronder de vorming van een overgangsregering met leden van het huidige regime en de oppositie.

## Verwante resoluties
- Resolutie 635 Veiligheidsraad Verenigde Naties (1989)
- Resolutie 2139 Veiligheidsraad Verenigde Naties (2014)
- Resolutie 2165 Veiligheidsraad Verenigde Naties (2014)
- Resolutie 2209 Veiligheidsraad Verenigde Naties (2015)

Lijst ·  2086 ·  2087 ·  2088 ·  2089 ·  2090 ·  2091 ·  2092 ·  2093 ·  2094 ·  2095 ·  2096 ·  2097 ·  2098 ·  2099 ·  2100 ·  2101 ·  2102 ·  2103 ·  2104 ·  2105 ·  2106 ·  2107 ·  2108 ·  2109 ·  2110 ·  2111 ·  2112 ·  2113 ·  2114 ·  2115 ·  2116 ·  2117 ·  2118 ·  2119 ·  2120 ·  2121 ·  2122 ·  2123 ·  2124 ·  2125 ·  2126 ·  2127 ·  2128 ·  2129 ·  2130 ·  2131 ·  2132